# جاك كرابتري
جاك كرابتري (بالإنجليزية: Jack Crabtree)‏ هو رسام بريطاني، ولد في 1938 في روتشديل في المملكة المتحدة.